# مسرب بارد
المسرب البارد (بالإنجليزية: Cold seep)‏، أو المنفس البارد هي منطقة في قاع المحيط حيث يتكون كبريتيد الهيدروجين والميثان وغيره من السوائل الغنية بالهيدروكربونات، وغالبًا ما تكون على شكل بركة ماء مالحة. وعلى عكس المُسمى فإن المسرب البارد لا يعني أن درجة حرارته أقل من درجة حرارة مياه البحر المحيطة. بل على العكس من ذلك، فإن درجة حرارته غالبا ما تكون أعلى قليلا. حيث وصف البرودة يصف نسبة الظروف الدافئة جداً (على الأقل 60 درجة مئوية أو 140 فهرنهايت) من المنفس المائي الحراري. تشكل المسارب الباردة كتلة حيوية تدعم العديد من الأنواع المتوطنة.
تتطور المسارب الباردة طبوغرافياً مع مرور الوقت ، حيث تؤدي التفاعلات بين الميثان ومياه البحر إلى تكوينات صخرية كربونية وشعاب مرجانية. هذه التفاعلات قد تعتمد أيضاً على النشاط البكتيري.
يمكن التمييز بين أنواع المسارب الباردة وفقاً للعمق، مثل المسارب الباردة الضحلة والمسارب الباردة العميقة. يمكن أيضًا تمييز المسارب الباردة حسب الخصائص، كما يلي:
- مسرب نفطي/غازي[1]
- مسرب ميثاني
- مسرب هيدرات الغاز[1]
- مسرب المياه المالحة
- البثور (بالإنجليزية: pockmarks)‏
- مسرب براكين الطين[1]

## روابط خارجية
- Paul Yancy's vents and seeps page